# مقاطعة يزد
مقاطعة يزد (بالفارسية: شهرستان یزد) هي إحدى مقاطعات محافظة يزد في إيران. كان عدد سكان المقاطعة سنة 2006 حوالي 515,044 نسمة.